# Édouard de Walckiers
Pour les autres membres de la famille, voir Famille de Walckiers.
Le vicomte Joseph Édouard Sébastien de Walckiers de Tronchiennes (Bruxelles, 7 novembre 1758 – Paris, 17 avril 1837) est un banquier bruxellois. Il était surnommé Edouard "le Magnifique".

## Biographie
Édouard de Walckiers est le fils du vicomte Adrien Ange de Walckiers de Tronchiennes et de Dieudonnée Louise Josephine de Nettine, héritière de la banque bruxelloise de Nettine qui était la banque la plus importante des Pays-Bas autrichiens.  Elle était située rue des longs chariots à Bruxelles.
Édouard de Walckiers avait épousé en premières noces en 1783 Barbe de Reul (1767-1791) dont il eut une fille unique Louise Jeanne (1784-1825) qui épousa en 1801 le comte Alexandre Batowski (1758-1824). Il épousa en secondes noces en 1799, Rose-Françoise Renaut (1773-1837), dont il eut deux fils Charles-Louis 3e vicomte de Walckiers (1793-1849) et Alphonse 4e vicomte de Walckiers (1814-1879) dont postérité.
Le 16 janvier 1784, Joseph Édouard de Walckiers obtint la charge de conseiller-receveur général des Finances des Pays-Bas autrichiens.
Lors de la révolution brabançonne, il devint membre de l'association secrète Pro aris et focis[réf. nécessaire], il finança les vonckistes, puis en mars 1790 dut se réfugier en France où il resta quelque temps au château de Hem près de Lille.
Vers 1791, il négocie l'achat de la collection de la maison d'Orléans auprès de Philippe-Égalité, lui remettant la somme de 750 000 francs, puis revend celle-ci en 1792 à Laborde de Méréville pour 200 000 francs de plus.
En mars 1794 il fut dénoncé comme agent de l'Autriche et comme spéculateur sur le change et se réfugia à Hambourg. Sous le Directoire il revint en France où il vécut, largement ruiné et y termina ses jours.

## Le château du Belvédère

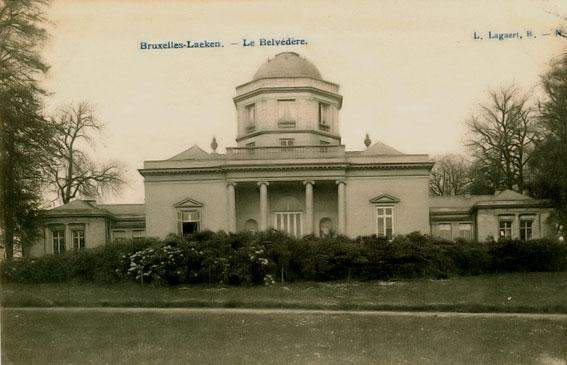
Le château du Belvédère à Laeken, construit en 1788 pour Édouard de Walckiers par l'architecte Antoine Payen l'Aîné.

À l'époque de sa splendeur Édouard de Walckiers, fit construire en 1788 le château du Belvédère qui deviendra au XXe siècle la demeure du prince Albert et qui reste une trace visible de l'existence de ce grand financier bruxellois.